# Kostel Nanebevzetí Panny Marie (Brantice)
Kostel Nanebevzetí Panny Marie v Branticích je farní kostel postavený už ve 14. století přestavěn v roce 1593 a je kulturní památka České republiky. Nachází se v nadmořské výšce 563 m.

## Historie
První písemná zmínka o Branticích pochází z roku 1222. Kostel byl založen pravděpodobně už ve 14. století. V roce 1593 renezančně přestavěn a přistavěna věž s psaníčkovými sgrafity, sakristie a boční kaple. Kolem roku 1784 barokizován, klenba byla nově zaklenuta a prolomena nová okna. V 19. století byla postavena hudební kruchta, provedeny vitraže. Farní kostel byl opravován v letech 1998–1999.

## Popis
Jednolodní stavba s gotickým presbytářem, který je stejně široký jako loď, dělicí zeď s vítězným obloukem. Loď západně ukončena trojboce zrcadlově k presbytáři. Hranolová osová věž, nad střechou lodi přechod do osmiboké. V interiéru se nachází polychromová Pieta a jedenáct výjevů v dřevěné grotě.

## Galerie

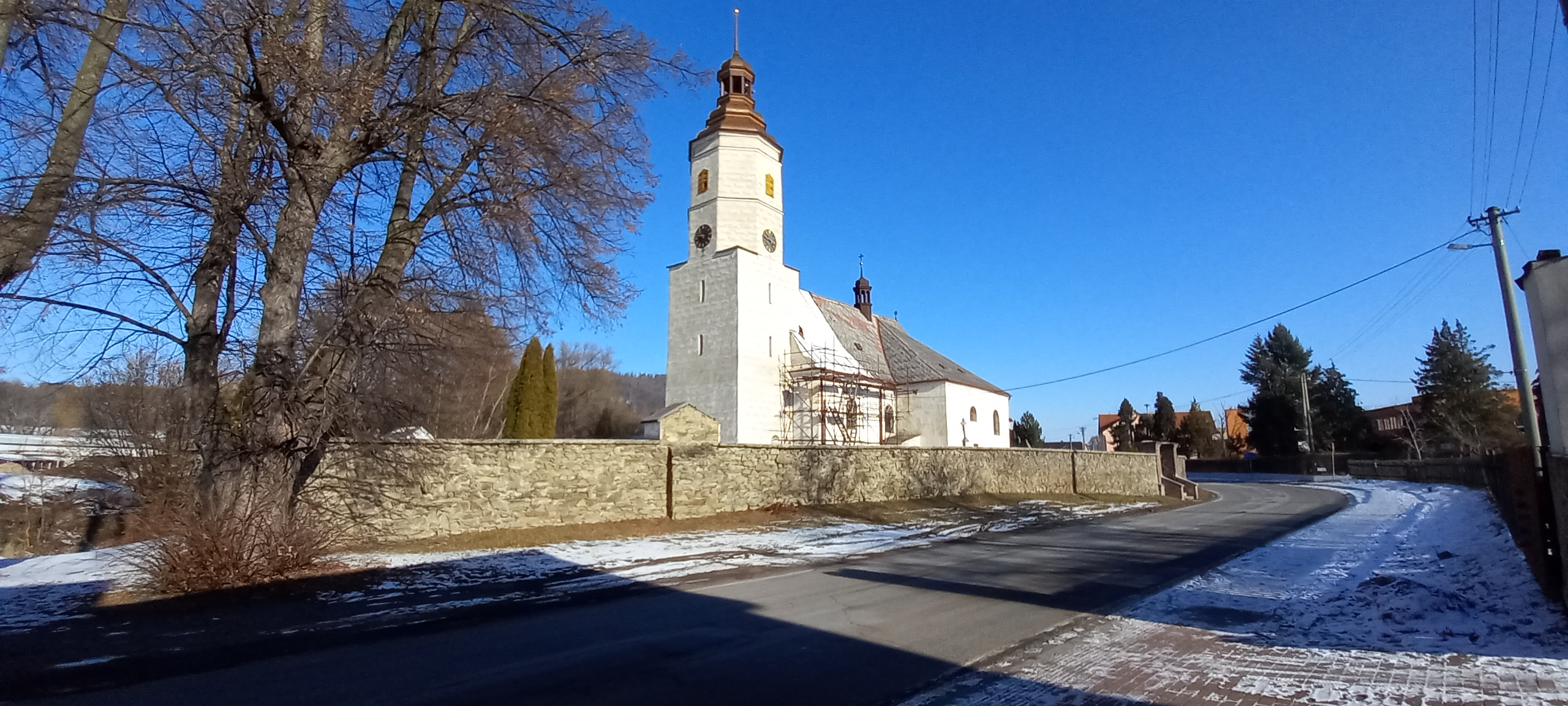
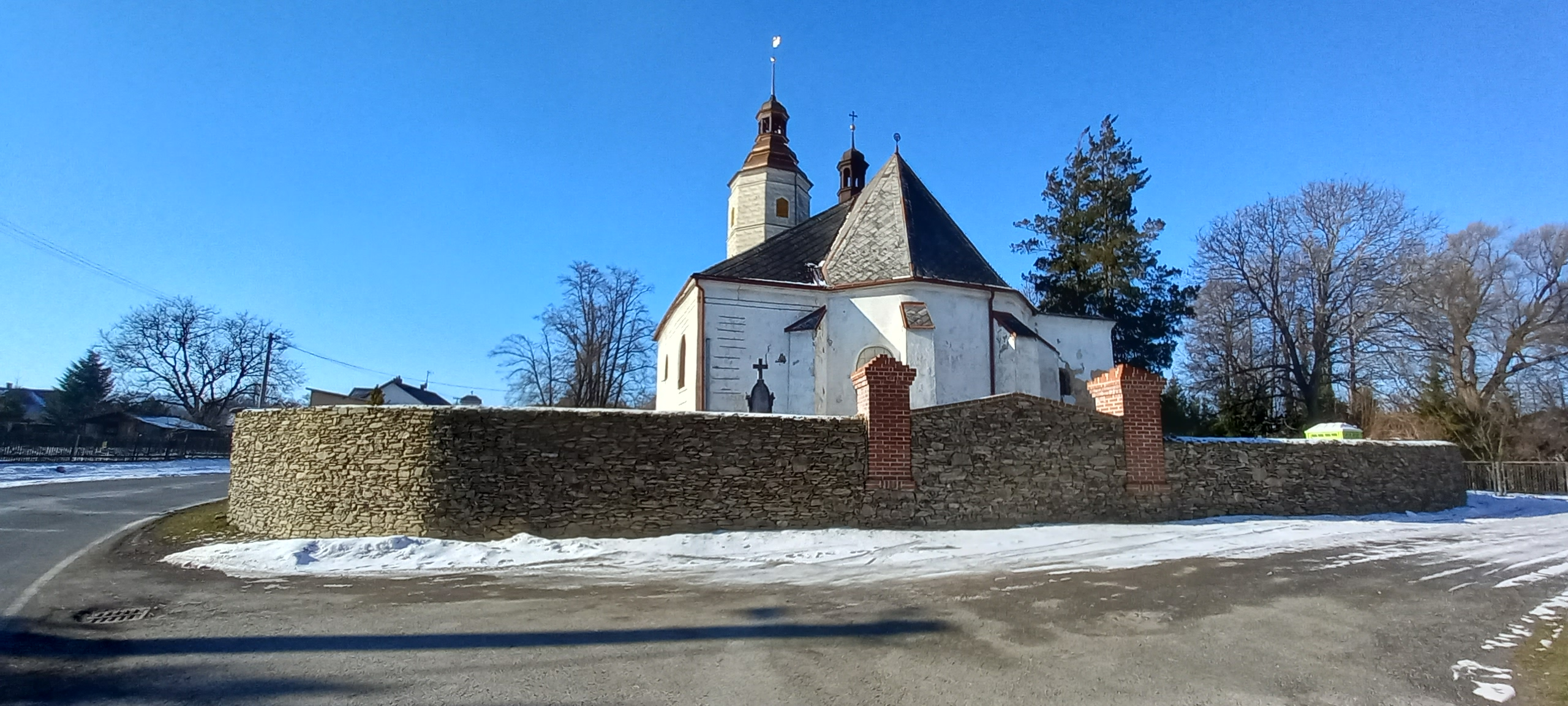
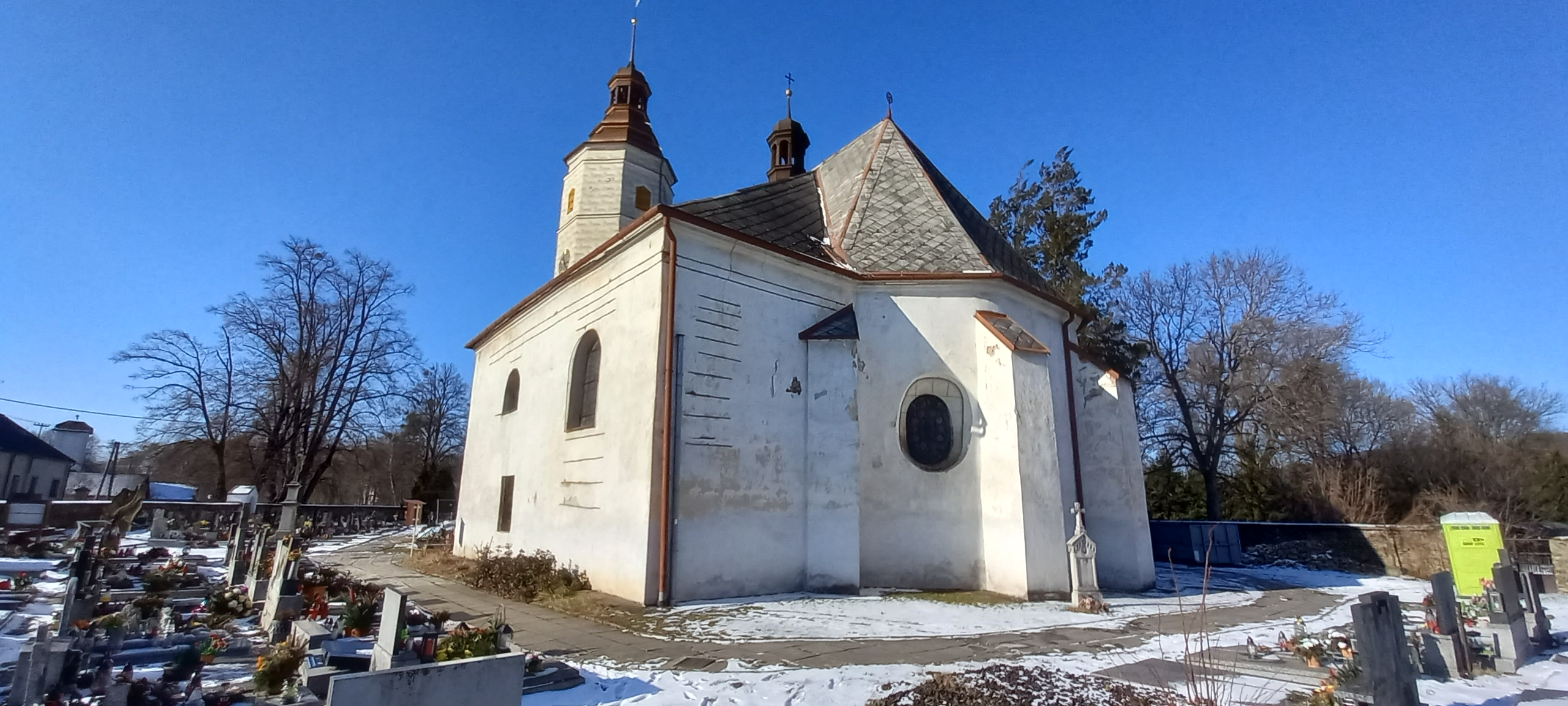
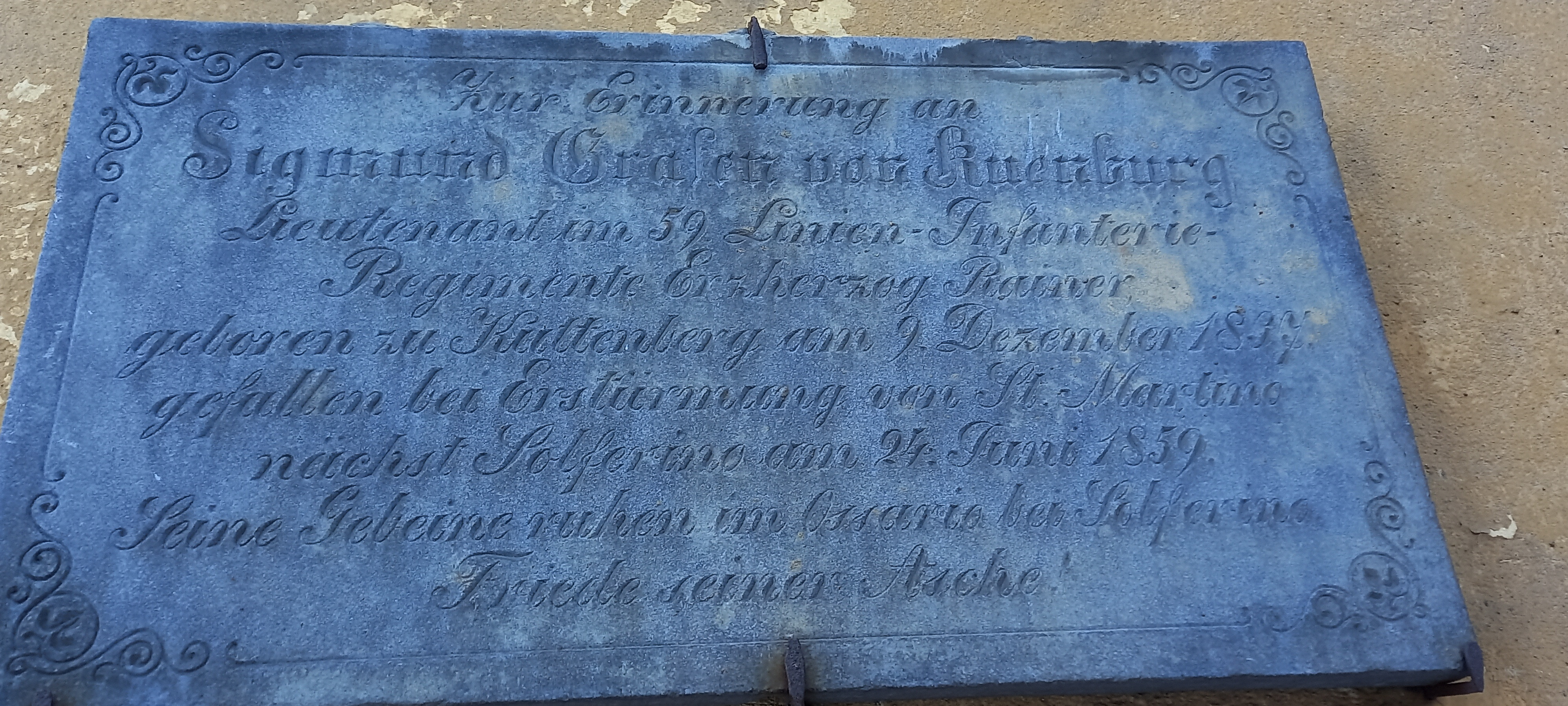
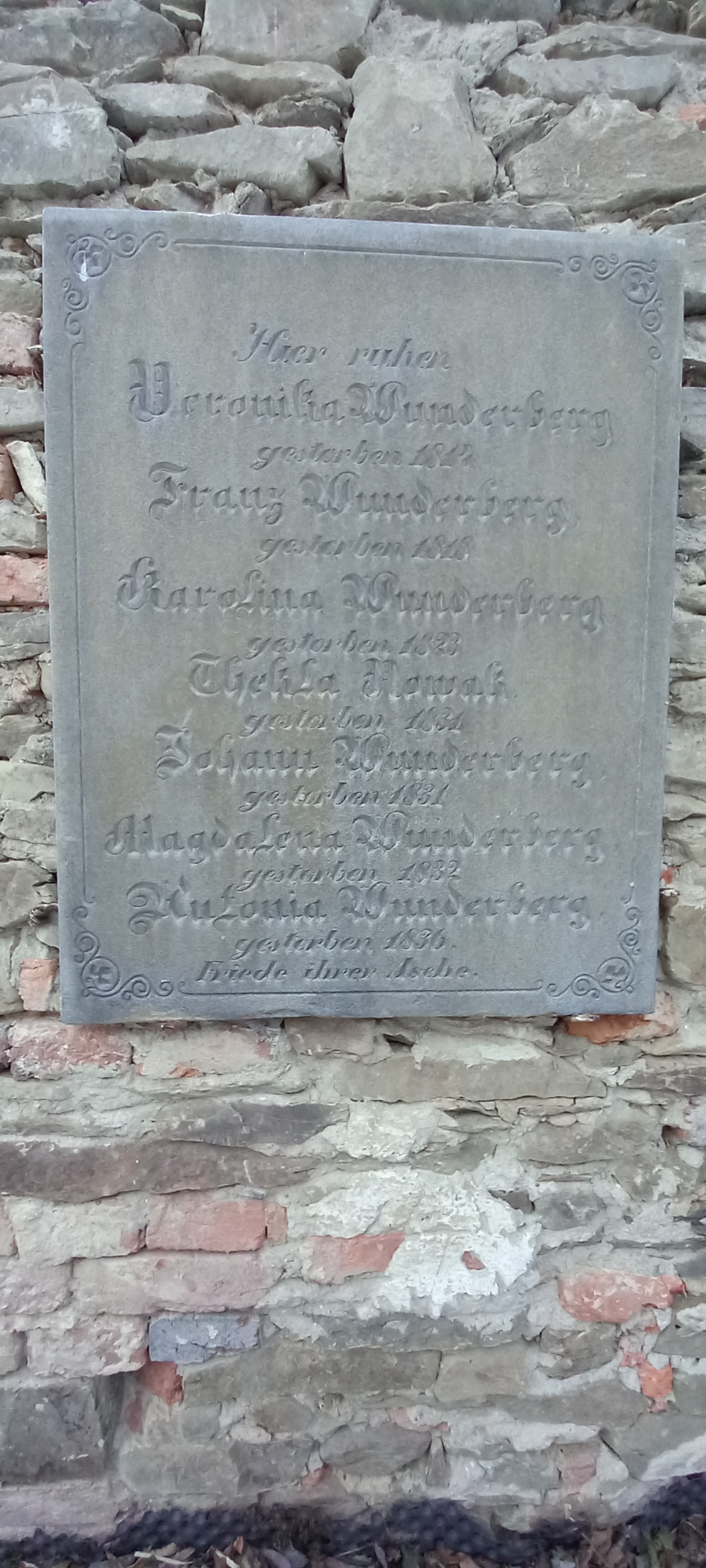